# 森憲二
森 憲二（もり けんじ、1946年5月3日 - ）は宮城県岩沼市出身の元プロゴルファー。

## 来歴
名取高校中退後は阿武隈ゴルフ場を経て、川崎国際カントリークラブでドアボーイをしながら、1966年にプロ入りする。
1969年の日本プロでは石井裕士・杉原輝雄・村上隆に次ぐと同時に陳健忠（ 中華民国）・日吉定雄・鷹巣南雄・内田袈裟彦・鈴村久・安田春雄を抑えての4位、1971年の日本オープンでは2日目と最終日に69をマークし、村上と並ぶ5位タイ と健闘。
ホームコースの川崎国際CCで行われたロレックストーナメント→ロレックスクラシックでは、1971年には初日を前後半とも3バーディずつ、ボギーは前半1、後半2の計3アンダーの69で首位スタート。最終日には10番でバーディを取った橘田規がアーノルド・パーマー（ アメリカ合衆国）と並び、この二人の首位争いに、9番で1アンダーになって絡むなど試合を盛り上げたが、鷹巣・矢部昭・今井昌雪・パーマーと共に優勝した橘田と1打差の2位タイ  に入った。
1972年には初日にホームコースの利を生かして5アンダー67をマークし、安田と共に首位タイでスタート。最終日もホームの有利さからイーブンパーの72でまとめて通算5アンダー139で、橘田を1打差に抑えて連覇を阻止し初優勝  、賞金200万円を獲得。
1973年には日本のプロ競技で初めて行われたチャリティートーナメント「ソニーチャリティークラシック」に出場し、初日に8バーディ、64のコースレコードをマークして首位に立つが、2日目には2オーバーで内田久寿雄・杉本英世・大場勲・吉川一雄と並んでの7位タイに後退。
1975年の静岡オープンではミヤ・アエ（ ビルマ）の2位、東北クラシックでは竹安孝博・吉川と並んでの5位タイに入る。
1975年の札幌とうきゅうオープンでは初日を石井・小林富士夫・高橋信雄と並んでの2位タイでスタートし、2日目には出足の2番でボギーを叩きながら7、8、9番とうまい寄せとパットで連続バーディーを取る。強風に悩まされながらも堅実なプレーで高橋と共に4バーディー、3ボギーの1アンダーにまとめ、通算5アンダー139で首位タイに立った。3日目には77を叩いて9位タイに後退し、最終日も浮上ならず9位タイで終わった。
1975年の関東オープンでは初日から首位を走ったが、3日目の16番で崩れ、最終的には青木功・小林・杉本・新井規矩雄・草柳良夫に次ぐと同時に謝敏男（中華民国）・陳健・草壁政治・河野高明・安田を抑えての6位であった。
同年には日本シリーズ初出場も果たし、開幕前日までの練習ラウンドでは一緒に回った金井清一に「アップライト気味にしたら」とアドバイスされたことで、怖くて打てなかったドライバーが改善。金井の教科書通りの手本のようなタイミングも参考になり、初日は2番3ホール連続バーディー、5番のミドルホールでダブルボギーを叩いたものの、インは10、13番をバーディーとしてスコアをまとめた。絶好のコンディションの中でドライバーを確実に運ぶ快調なプレーを続け、4アンダー69で村上に1打差付けて首位に立つ 。2日目には75を叩いて8位、3日目も75を叩いて前田新作・尾崎将司と並んでの11位タイに後退したが、最終的には村上・島田幸作・金井・前田・謝敏・中村通・青木・山本善隆に次ぐと同時に杉原・宮本康弘と並んでの9位タイに入った。
1976年のペプシウィルソントーナメントでは初日を小林・金井・山本・土山録志・石井冨士夫、ブライアン・ジョーンズ（ オーストラリア）と並んでの5位タイでスタートし、2日目にはビル・ブラスク（アメリカ）と共に首位の宮本省三と1打差の2位タイに追い上げ、豪雨による54ホール短縮競技の最終日はベン・アルダ（ フィリピン）、土山と並んでの5位タイに入った。　
1977年には中日クラウンズで3日目に謝永郁（中華民国）と1打差の2位に着け、最終日にはグラハム・マーシュ（オーストラリア）、謝永・尾崎将と共に通算2オーバーで横一線に並ぶ混戦模様の優勝争いを繰り広げて2位に入る。
1977年の札幌とうきゅうオープンでは3日目に呂良煥（中華民国）と並んでの6位タイに着け、最終日には謝永・中村と並んでの8位タイに入った。
1977年の長野県オープンでは初日に内田繁と共に3アンダー69で並んで首位に立つと、最終日には通算3アンダー141で浅井教司・アルダ・土山・新井・菊地勝司・榎本七郎を抑えて逃げ切り優勝し、賞金200万円を獲得。
1977年の関東プロでは初日に33度の厳しい暑さでコンディションの維持に追われる中、68をマークし野口茂と並んでの4位タイでスタート。暑さに加えてピンの位置が難しくなった2日目には初日首位スタートの竹安と5アンダーで並んでの3位タイ、3日目には最終ホールでバーディーを取るなど8アンダーで首位タイの中嶋常幸・草壁に1打差迫る単独3位となる。最終日は上位3人の争いから草壁が12番でダブルボギーを叩いて脱落し、勝負所の17番を前に13アンダーの森と2打差で追う中嶋の争いにしぼられる。17番は打ちおろしでフェアウェイはS字型にカーブ、グリーンの手前に池が待ち受けているロングホールであり、強引に攻めればイーグルも可能であったが、落としどころを間違うと、右側に沿って流れる小川に捕まってトリプルボギーさえ出てしまうホールであった。森は中嶋と共にフェアウェイのセンターをキープし、無理な勝負を避けて池の手前に落とす安全なコースを選択。一方の中嶋は森を10mほどアウトドライブし、4番ウッドで2オンを狙う勝負に出たが、第2打は池は越えたものの、サブクリーンの手前でアプローチも8mほどショート。ここで勝敗は九分通り決まり、ピン横2mに3オンした森がバーティーを決めて勝利を不動とし、通算13アンダー275で公式戦初優勝を飾る。森は観客に帽子を投げ込んで大喜びしたほか、試合後にはホールアウトした森を、安田・矢部・田中文雄・川田時志春らプロ仲間が待ち受け、スコアカードを入念に調べた後にグリーン上で森を胴上げした。
1977年の日本国土計画サマーズでは上野忠美と並んでの4位タイに入り、同年の日本シリーズでは2日目に68をマークし、中嶋と並んでの10位タイに入った。
1979年の中日クラウンズではパットが好調で、初日には激しい雨が降る悪コンディションの中、小さく起伏も激しく、ほぼ半分は盛り上がった砲台型のグリーンを「グリーン奥や両サイドにこぼすと大変なことになる」と読んで、グリーンの手前から丁寧に攻めた。青木と共に度々フェアウェイを外しながらも、無理をせずセオリーを忠実に守る慎重なゴルフで3アンダー67の好スコアに結び付けて首位タイとなったが、2日目は最大瞬間風速10mを記録する強風が吹き荒れたため距離感が掴めず、17、18番でグリーンオーバーを続けるなど、スコアを4つ落とし5位に順位を下げた。最終日は首位と1打差でスタートしたが、3番で3mを外すと極度の緊張からか、7番まで5連続ボギーを叩いて転落し、鷹巣と並んで5位タイに終わった。
同年の第1回かながわオープンでは初日を首位に5打差の18位でスタートし、最終日には途中まで首位を走っていたアマチュアの羽川豊が終盤崩れると、この日4アンダー68で回った森が逆転。通算1アンダー143でプロ入り4勝目を挙げ、賞金200万円を獲得。
続く関東オープンでは3日目には66をマークして上原宏一・天野勝・高橋五月と並んでの8位タイに浮上し、最終日には67をマークして新井・尾崎将と並んでの2位タイに入った。
日本国土計画サマーズでは最終日には吉川と共に追い上げて2位タイ、KBCオーガスタでは鈴木規夫・小林と並んでの4位タイに入った。
1980年は阿蘇ナショナルパークオープンでは吉川・高橋純一・杉本・河野・横島由一と並んでの7位タイ、連覇を狙った第2回かながわオープンで5位タイ、美津濃トーナメントでは鈴木・横島・内田・橘田光弘・天野に次ぐと同時に松井功・金井・謝永・宮本と並んでの6位タイに入る。
1980年の日本国土計画サマーズでは初日は雨だけでなく霧にもコースが覆われてスタートが45分も遅れたが、ぬかるんだコースの9番ホールで抱腹絶倒の珍事を起こす。森は船渡川育宏と同じ組で、第1打を左のラフに打ち込んだが、第2打をサンドウェッジで振り抜いた瞬間、ボールが消える。森は「あれ?ボールはどこだ」と一瞬戸惑って「埋め込んじゃったのかな」と足元を見直したがどこにもなく、クラブフェースを見てみると、そこに土と草が団子状になり、ボールもそこにくっついていた。判断に迷った森は、同伴競技者である金井の顔の前にそのクラブヘッドを突き出しながら「ねえ、金井さん、これどうしたらいいの?」と言うと、困った金井は「え?分かんないよ」といきなりその場から走って逃げだし、森はクラブを突き出しながら「そんなこと言わないで教えてよ」と追った。前代未聞の鬼ごっこを見た周囲は、腹を抱えて笑うしかなかった。森は結局元の場所に戻り、クラブを地面に置いてやっと取れたが、これでも1打の計算になり、このホールはダブルボギーの6と当時の記録に残された。
1981年の日本オープンではアイアンショットの悪さから2日間の練習ラウンドでも内容が悪く、予選通過も危ないと思って「ここはボギーが出やすい。バーディーを取らなければ」と作戦を立てる。初日を雨と難コースでスコアが伸び悩む中、岩下吉久・天野・尾崎直道・安田と並んでの4位タイでスタートする。2日目も小さくて速いグリーンに悩まされて相変わらずスコアが伸びなかったが、ショットの悪さをアプローチとパットで補う我慢強いプレーを展開。ショットは思うに任せず8ホールでグリーンを外したが、グリーンを外しながらも寄せやすいところばかりで助けられ、7ホールを巧みにリカバリー、パーパットを沈めて持ち堪えるなど狙い通りにバーディーが先行してパープレーで上がった。上位が崩れたこともあり、連日パープレーの通算イーブンパーで首位に立つ。3日目には8番からの3連続バーディーが物を言って69、通算で唯一人アンダーパーをマークし、1アンダー209で2日連続の首位を堅持。首位スタートで迎えた最終日は2番のトリプルボギーで一旦後退したが、その後3バーディーで盛り返し、12番でボギーとして通算イーブンパーになった。13番以降3ホールを1パットパーで切り抜けるなど粘ってスコアを守り、18番もグリーンを外してアプローチで1ｍになる。見守る羽川はプレーオフを覚悟していたが、18年目のベテラン森はプレッシャーに押しつぶされたのか、そのパーパットを外す。新鋭の羽川と激しい競り合いを繰り広げた末、中嶋と並んでの2位タイに終わった。
1982年の新潟県オープンでは山本・謝敏に次ぐと同時に鈴木・秋富由利夫・牧野裕を抑えての3位に入り、関東プロでは初日を69で謝敏・尾崎将・榎本・湯原信光・長谷川勝治・海老原清治・青木・杉本と並んでの6位タイでスタートし、2日目も続いて69で川波通幸・中村俊明と並んでの5位タイ、3日目も69で謝敏・安田と並んでの3位タイとし、最終日も69で青木基正から2打差の2位に終わった。広島オープンでは初日を尾崎将・横島・小林・青木・鷹巣・栗原孝・秋富と並んでの9位タイでスタートし、3日目には謝敏・坂下定夫と並んでの5位タイに着け、最終日には川田・中村・石井秀夫・海老原・高井吉春と並んでの9位タイに入った。
1983年の中日クラウンズでは最終日の12番で首位スコット・シンプソン（アメリカ）に並ぶなど追い上げを見せたが、その後が続かず後退し、マーシュ・泉川ピート・山本政彦と並ぶ8位タイに終わった。
1983年の広島オープンでは2日目に63をマークして河野和重・高橋勝成・陳志明（中華民国）と並んでの3位タイ、3日目には73で船渡川と並んでの8位タイに着け、最終日には船渡川と共に73で内田・鈴村照・池原厚と並んでの9位タイに入った。
1983年の大京オープンでは3日目に山本・宮本と並んでの6位タイに着け、最終日には森本俊治と並んでの10位タイに入った。
1984年の群馬オープンでは初日を中村稔と共に大町昭義・海老原を抑えて岩下の2位タイでスタートし、最終日には新井・大町・伊藤正己に次ぐと同時に泉川・川田・岩下・土山・中村と並んでの4位タイに入った。
1984年の大京オープンでは3日目に岩下・湯原・鈴村照男・鈴村・川上典一と並んでの4位タイに着け、最終日には草壁と並んでの5位タイに入った。　　
1986年の東北クラシックでは宮本・高橋五月・前田と並んでの10位タイに入るが、宮本・高橋と共にレギュラーツアーでの最後の十傑入りとなる。
1988年のテーラーメイド瀬戸内海オープンでは初日に7アンダー65のコースレコードで単独首位に立ち、2日目には75とスコアを崩しながらも通算4アンダー140で単独首位を守ったが、最終日にはウェイン・スミス（オーストラリア）の逆転を許すと同時に三上法夫に並ばれての2位タイ に終わる。
1988年の埼玉オープンでは初日を川田と共に67をマークして首位タイでスタートし、最終日には並んだ川俣茂をプレーオフで下して優勝。
1990年のサンコーグランドサマーでは最終日に69をマークして海老原・町野治・中村輝夫・高見和宏と並んでの6位タイに入り、1992年の第一カップを最後にレギュラーツアーから引退。

## 主な優勝
- 1972年 - ロレックスクラシック
- 1977年 - 長野県オープン、関東プロ
- 1979年 - かながわオープン
- 1988年 - 埼玉オープン

## 著書
- 目で見るゴルフ上達法 (SEIBIDO SPORTS LIBRARY)、成美堂出版、1984年1月1日、ISBN 441501190X
- 100を切る森憲二のインドアゴルフ (SPORTS NOW)、高橋書店、1989年3月1日、ISBN 4471141910